# Karien van Gennip

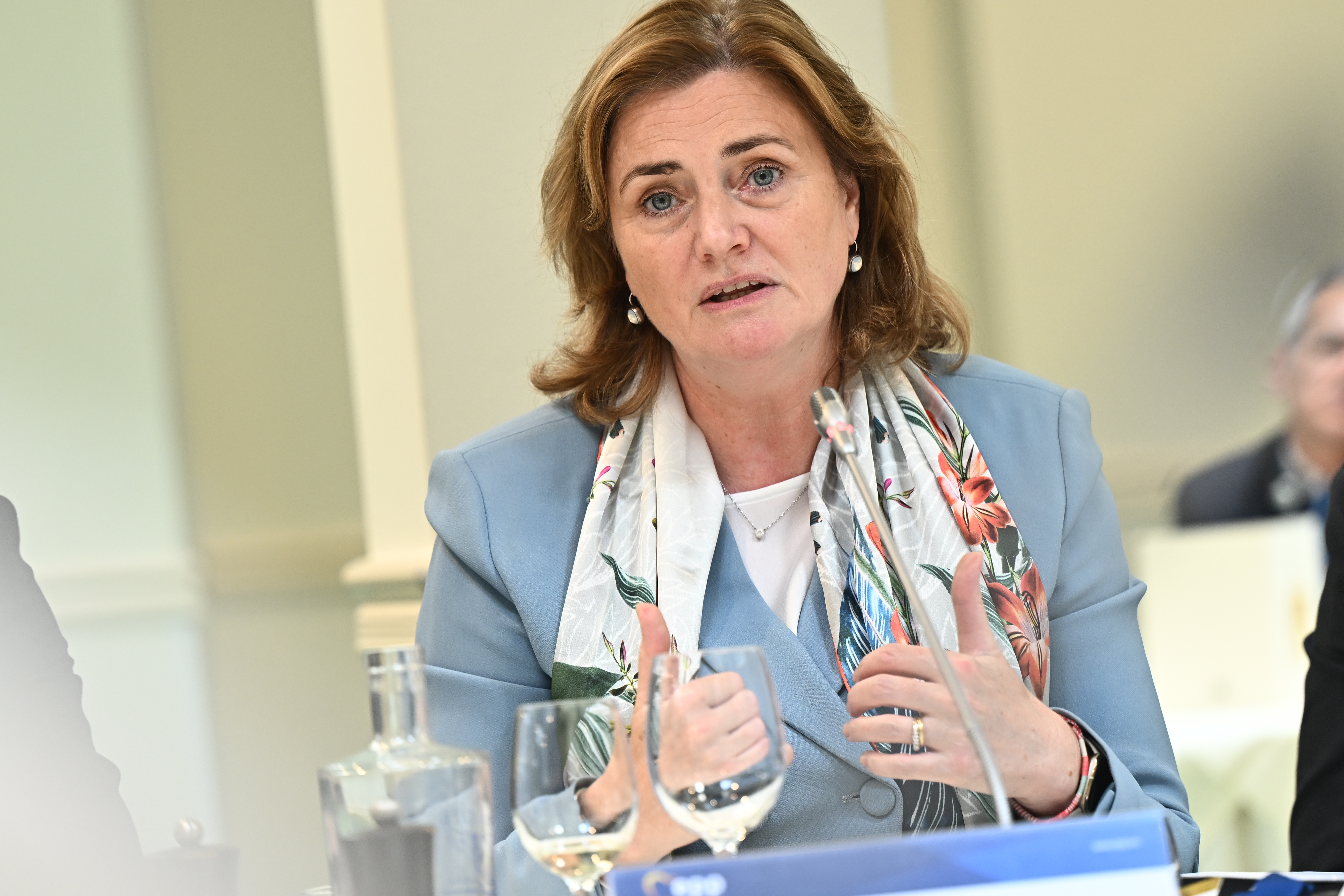
Karien van Gennip (17. Juni 2024)

Catharina „Karien“ Elisabeth Godefrida van Gennip (* 3. Oktober 1968 in Leidschendam, Provinz Zuid-Holland) ist eine niederländische Wirtschaftsmanagerin und Politikerin des Christen-Democratisch Appèl (CDA), die unter anderem zwischen 2003 und 2007 Staatssekretärin im Wirtschaftsministerium sowie von 2006 bis 2008 Mitglied der Zweiten Kammer der Generalstaaten war. Am 13. März 2004 bekam sie als erstes Regierungsmitglied während ihrer Amtszeit ein Kind. Im Kabinett Rutte IV fungierte sie zwischen dem 10. Januar 2022 bis 2. Juli 2024 als Ministerin für Soziales und Arbeit sowie zudem vom 5. September 2023 bis 2. Juli 2024 als stellvertretende Ministerpräsidentin.

## Leben
Catharina „Karien“ Elisabeth Godefrida van Gennip ist die Tochter des CDA-Politikers Jos van Gennip (* 1939), der zwischen 1991 und 2007 Mitglied der Ersten Kammer der Generalstaaten (Eerste Kamer der Staten-Generaal) war, absolvierte nach dem Besuch des Aloysius College ein Studium der Umweltingenieurwissenschaften an der Technischen Universität Delft sowie am Reichsinstitut für öffentliche Gesundheit und Umwelt RIVM (Rijksinstituut voor Volksgezondheid en Milieu) in Bilthoven und beendete dieses 1993 als Umweltingenieurin ab. Ein postgraduales Studium an der Wirtschaftshochschule INSEAD (Institut Européen d’Administration des Affaires) in Fontainebleau schloss sie 1995 mit einem Master of Business Administration (MBA) ab. Während des Studiums war sie aktives Mitglied von „Studenten in der Politik“ (Studenten in de politiek). 1996 wurde sie Mitarbeiterin der Unternehmens- und Strategieberatungsgesellschaft McKinsey & Company und arbeitete für diese bis 2002 in San Francisco, Calgary und London, woraufhin sie im September 2002 als   Projektleiter Reorganisation zur neu gegründeten Finanzmarktaufsichtsbehörde AFM (Autoriteit Financiële Markten) wechselte und dort im Mai 2003 zur Direktorin ernannt wurde.

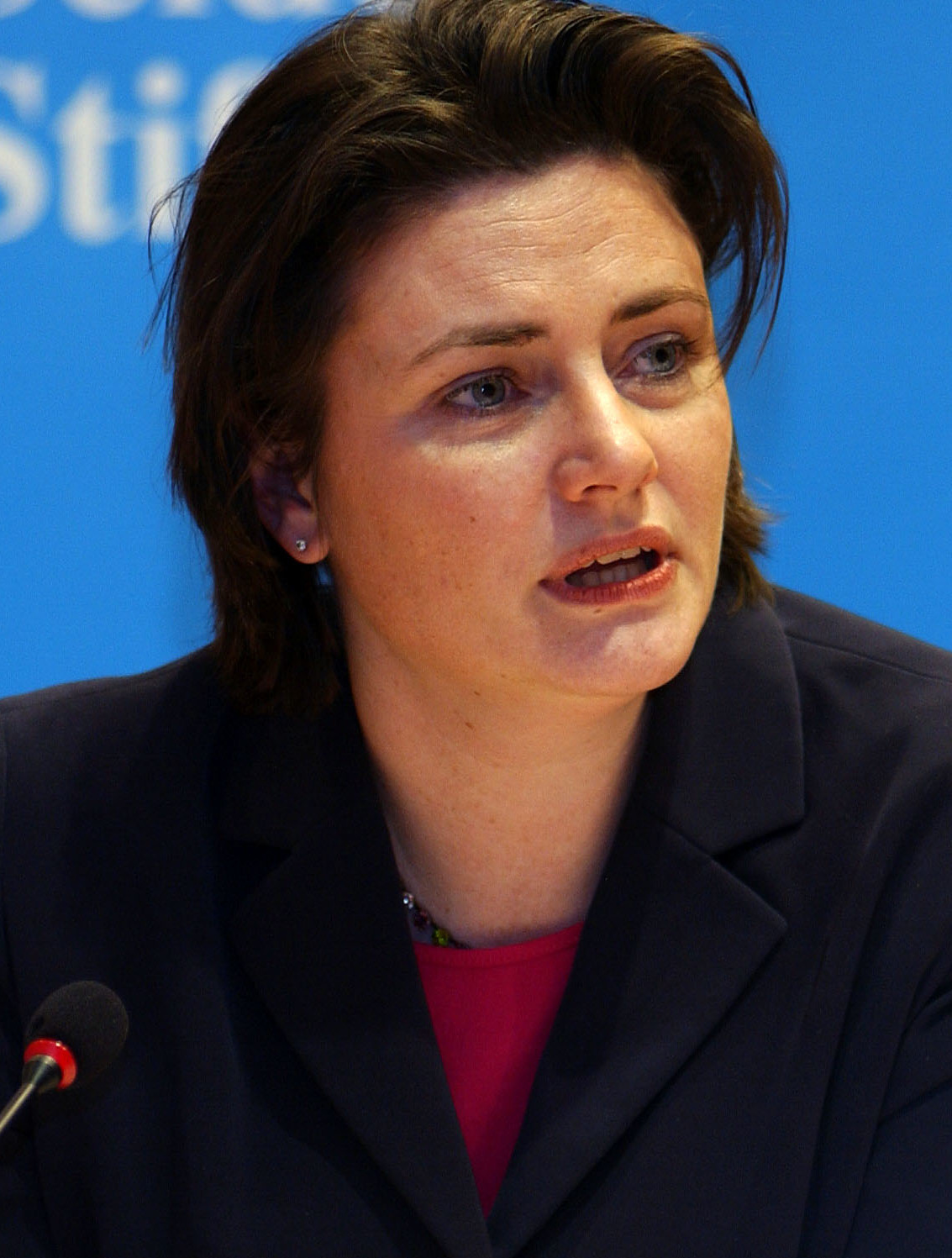
Karien van Gennip (25. November 2004)

Karien van Gennip, die 1998 als Mitglied dem Christlich-Demokratischer Aufruf CDA (Christen-Democratisch Appèl) beitrat, wurde am 27. Mai 2003 als Staatssekretärin im Wirtschaftsministerium (Staatssecretaris van Economische Zaken) in das Kabinett Balkenende II berufen und war als solche unter Wirtschaftsminister Laurens Brinkhorst sowie unter Joop Wijn im Kabinett Balkenende III (7. Juli 2006 bis 22. Februar 2007) bis  für Handelspolitik, Export, Unternehmertum, Wirtschaftsstruktur, Verbraucherpolitik und Tourismus. Am 13. März 2004 bekam sie als erstes Regierungsmitglied während ihrer Amtszeit ein Kind und befand sich in den Zeiträumen Februar bis Mai 2004 und Dezember 2005 bis Mitte April 2006 im Mutterschafts- und Geburtsurlaub. 2006 legte sie einen Gesetzentwurf zur Aufhebung des Gesetzes zur Unternehmensgründung (Vestigingswet Bedrijven) von 1954 vor, der 2007 von ihrem Nachfolger Frank Heemskerk im Amtsblatt (Staatsblad) veröffentlicht wurde. Um den europäischen Verpflichtungen im Bereich des Verbraucherschutzes nachzukommen, wurde 2006 wurde das Verbraucherschutz-Durchsetzungsgesetz (Wet handhaving consumentenbescherming) verabschiedet und eine Verbraucherschutzaufsichtsbehörde (Consumentenautoriteit) eingerichtet.
2007 trat das Handelsregistergesetz (Handelsregisterwet) in Kraft, welches den Ausbau des Handelsregisters zu einem neuen ganzheitlichen, digitalen Basisregister für Unternehmen und juristische Personen vorsah. Ziel dieses Basisregisters war die Schaffung eines möglichst aktuellen und vollständigen Gesamtregisters, das zur ordnungsgemäßen Erfüllung öffentlich-rechtlicher Aufgaben beiträgt.
Am 30. November 2006 wurde Karien van Gennip zudem Mitglied der Zweiten Kammer der Generalstaaten (Tweede Kamer der Staten-Generaal) und gehörte dieser bis zum 3. September 2008 an. Zugleich war sie zwischen dem 1. April 2007 und dem 1. September 2008 Mitglied der Parlamentarischen Versammlung der NATO. Seit Juli 2006 ist sie außerdem in der Informations- und Telekommunikationspolitik tätig, insbesondere soweit diese sich an Existenzgründer richtet. Daneben engagierte sie sich vom 1. Januar bis zum 1. Juli 2008 als Mitglied des Aufsichtsrates von SOS-Kinderdorf sowie zwischen Januar 2008 und August 2015 als Mitglied des Aufsichtsrates von Deltares, ein großes Technologieinstitut im Bereich Wasser, Untergrund und Infrastruktur. Nach ihrem Ausscheiden aus der Zweiten Kammer wechselte sie zur ING Bank und war dort zunächst vom 8. September 2008 bis zum 1. September 2010 Direktorin für europäische und internationale Angelegenheiten sowie daraufhin zwischen dem 1. September 2010 und Januar 2015 Direktorin für Private Banking und Investments, ehe sie von Oktober 2015 bis zum 1. November 2020 Mitglied des Verwaltungsrats von ING France war. Daneben war sie ab dem 1. Dezember 2009 Mitglied des Aufsichtsrats des Akademischen Krankenhauses in Maastricht, zwischen September 2012 und Januar 2022 Vorstandsmitglied der Internationalen Handelskammer (ICC) in Paris sowie vom 1. November 2020 bis zum 10. Januar 2022 Vorsitzende des Verwaltungsrats der Krankenversicherung Coöperatie VGZ. Sie engagierte sie zeitweilig auch als Mitglied des Empfehlungsausschusses des Benjamin Fonds, als Botschafterin der  „Delftse Creatieve Ambassadeurs“, als Unterstützerin des „Nederlandse Goede Doelen Test“ sowie als Mitglied der Vereniging voor Technische Physica (VVTP) der TU Delft.
Am 10. Januar 2022 übernahm Karien van Gennip im Kabinett Rutte IV das Amt als Ministerin für Soziales und Beschäftigung (Minister van Sociale Zaken en Werkgelegenheid) und bekleidete dieses bis zum 2. Juli 2024. Nach dem Rücktritt von Wopke Hoekstra wurde sie am 5. September 2023 auch noch Zweite Vizeministerpräsidentin (Tweede viceminister-president) und behielt auch diesen Posten bis zum 2. Juli 2024. Als Ministerin für Soziales und Beschäftigung war sie neben der Verantwortung für die allgemeine sozioökonomische Politik, Haushaltspolitik, Einkommenspolitik, Arbeitsmarktpolitik und Arbeitnehmerversicherung vor allem für die Bereiche Arbeitsmigration, Integration und bürgerliche Eingliederung, Inspektion und Aufsicht zuständig.
2023 veröffentlichte sie gemeinsam mit dem Minister für Bildung, Kultur und Wissenschaft Robbert Dijkgraaf einen Aktionsplan gegen grenzüberschreitendes Verhalten und sexuelle Gewalt, um neben der Bekämpfung notwendigerweise auch den Schaden zu begrenzen, der durch dieses Verhalten und diese Gewalt entsteht. Dies kann durch eine schnelle Identifizierung und Stoppung der Täter, die Unterstützung und Betreuung der Opfer und ihres Umfelds sowie ein direktes Eingreifen gegenüber mutmaßlichen Tätern erreicht werden. Auch der Rolle des Zuschauers wurde große Aufmerksamkeit gewidmet, um sexuell grenzüberschreitendes Verhalten und sexuelle Gewalt zu erkennen und zu wissen, was zu tun ist, wenn sie damit in Berührung kommen. Ebenfalls 2023 kam es zur Ankündigung eines Maßnahmenpakets zur Reform des Arbeitsmarktes. Ausgangspunkt war ein unbefristeter Rahmenvertrag, bei dem Null-Stunden-Verträge verboten wurden. Die Regeln für befristete Arbeitsverträge werden strenger und auch langfristige Zeitverträge wurden eingeschränkt. Für Selbständige soll es danach eine obligatorische Berufsunfähigkeitsversicherung geben. Die Vorschriften für Kleinunternehmer bei der Vertretung langzeiterkrankter Arbeitnehmer wurden gelockert. 2024 lehnte die Erste Kammer der Generalstaaten einen von ihr verteidigten und 2020 von Staatssekretär Bas van ’t Wout eingereichten Gesetzentwurf zur Kontrolle der Chancengleichheit bei Rekrutierung und Auswahl von Beschäftigten ab. 2024 lehnte die Erste Kammer außerdem den von ihr verteidigten Gesetzentwurf für eine Erhöhung des Mindestlohns um 1,2 Prozent zum 1. Juli 2024 ab. Dabei handelte es sich um eine Erhöhung zusätzlich zur regulären halbjährlichen Erhöhung infolge eines angenommenen Van-der-Lee-Zusatzes.

## Hintergrundliteratur
- Roos Menkhorst: „Ook tijdens het verlof bleef de blackberry aan“, in: Trouw, Beilage Ideale Banen („Ideale Jobs“) vom 22. Mai 2010